# Liste der Wappen im Landkreis Bad Kreuznach
Diese Liste beinhaltet – geordnet nach der Verwaltungsgliederung – alle in der Wikipedia gelisteten Wappen des Landkreises Bad Kreuznach in Rheinland-Pfalz. In dieser Liste werden die Wappen mit dem Gemeindelink angezeigt.

## Landkreis Bad Kreuznach

Wappen des Landkreises Bad Kreuznach; eingeführt am 13. September 1939
Lage in Rheinland-Pfalz
Lage in Deutschland

### Verbandsfreie Stadt

Bad Kreuznach, Große kreisangehörige Stadt[1]

### Verbandsgemeinde Bad Kreuznach

Verbandsgemeinde Bad Kreuznach
Altenbamberg
Biebelsheim[2]
Feilbingert
Frei-Laubersheim[3]
Fürfeld[4]
Hackenheim[5]
Hallgarten[6]
Hochstätten
Neu-Bamberg
Pfaffen-Schwabenheim[7]
Pleitersheim[8]
Tiefenthal[9]
Volxheim[10]

### Verbandsgemeinde Kirner Land

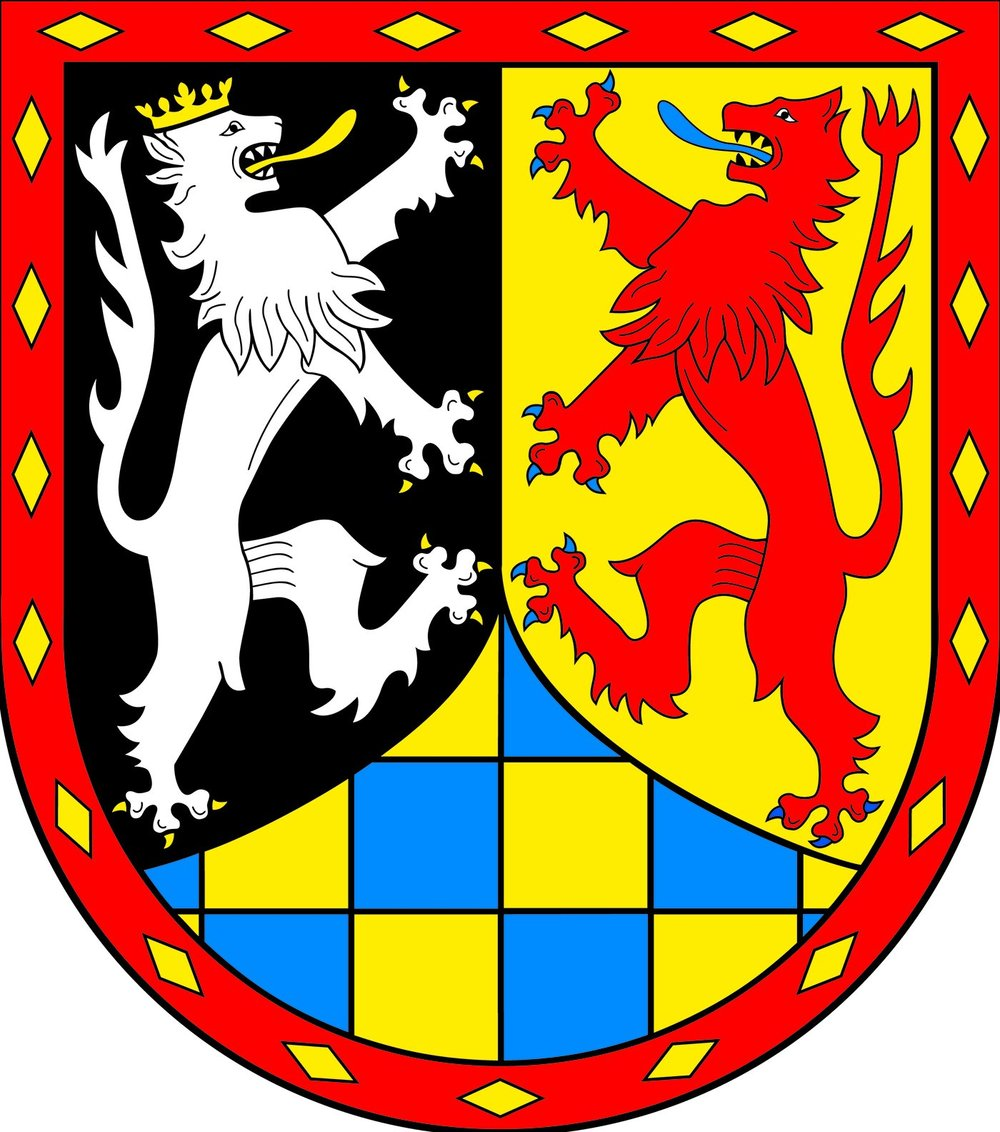
Verbandsgemeinde Kirner Land
Bärenbach[11]
Becherbach bei Kirn[12]
Brauweiler[13]
Bruschied[14]
Hahnenbach[15]
Heimweiler[16]
Heinzenberg[17]
Hennweiler[18]
Hochstetten-Dhaun[19]
Horbach[20]
Kellenbach[21]
Kirn[22]
Königsau[23]
Limbach[24]
Meckenbach[25]
Oberhausen bei Kirn[26]
Otzweiler[27]
Schneppenbach[28]
Schwarzerden[29]
Simmertal[30]
Weitersborn[31]

### Verbandsgemeinde Langenlonsheim-Stromberg

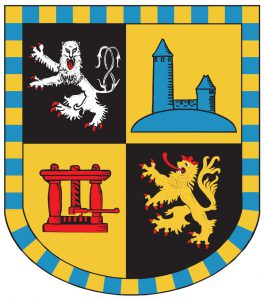
Verbandsgemeinde Langenlonsheim-Stromberg
Bretzenheim
Daxweiler
Dörrebach
Dorsheim
Eckenroth
Guldental
Langenlonsheim
Laubenheim
Roth
Rümmelsheim
Schöneberg
Schweppenhausen
Seibersbach
Stromberg, Stadt
Waldlaubersheim
Warmsroth
Windesheim

### Verbandsgemeinde Nahe-Glan

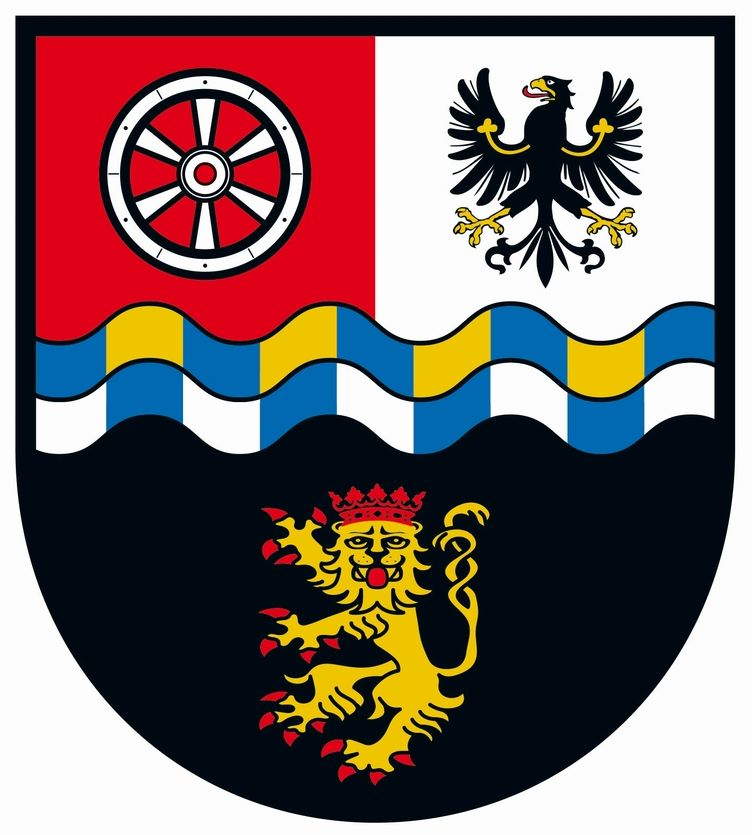
Verbandsgemeinde Nahe-Glan
Abtweiler
Auen[32]
Bad Sobernheim, Stadt[33]
Bärweiler[34]
Becherbach
Breitenheim
Callbach
Daubach[35]
Desloch[36]
Hundsbach[37]
Ippenschied[38]
Jeckenbach
Kirschroth[39]
Langenthal[40]
Lauschied[41]
Lettweiler
Löllbach[42]
Martinstein[43]
Meddersheim[44]
Meisenheim, Stadt
Merxheim[45]
Monzingen[46]
Nußbaum[47]
Odernheim am Glan[48]
Raumbach
Rehbach[49]
Rehborn
Reiffelbach
Schmittweiler
Schweinschied
Seesbach[50]
Staudernheim[51]
Weiler bei Monzingen[52]
Winterburg[53]

### Verbandsgemeinde Rüdesheim

Verbandsgemeinde Rüdesheim
Allenfeld
Argenschwang
Bockenau
Boos
Braunweiler
Burgsponheim
Dalberg
Duchroth
Gebroth
Gutenberg
Hargesheim
Hergenfeld
Hüffelsheim
Mandel
Münchwald
Niederhausen
Norheim
Oberhausen an der Nahe
Oberstreit
Roxheim
Rüdesheim
Sankt Katharinen
Schloßböckelheim
Sommerloch
Spabrücken[54]
Spall
Sponheim
Traisen
Waldböckelheim
Wallhausen
Weinsheim
Winterbach

## Ehemalige Verbandsgemeinden, Städte und Gemeinden

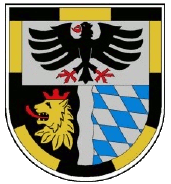
Verbandsgemeinde Bad Münster am Stein-Ebernburg
Verbandsgemeinde Bad Sobernheim
Verbandsgemeinde Kirn-Land
Verbandsgemeinde Langenlonsheim[55]
Verbandsgemeinde Meisenheim
Verbandsgemeinde Stromberg
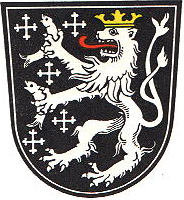
Bad Münster am Stein
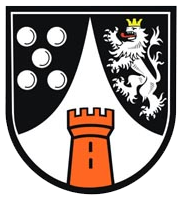
Bad Münster am Stein-Ebernburg, Stadt
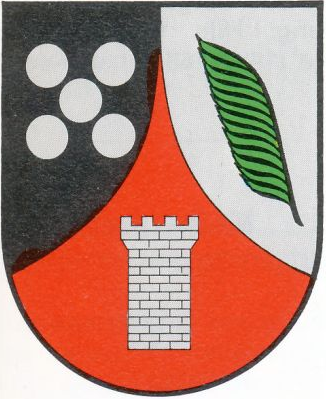
Ebernburg
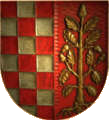
Eckweiler
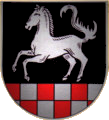
Pferdsfeld

## Blasonierungen
1. ↑  Bad Kreuznach: In Silber (Weiß) ein von Gold (Gelb) und Blau in zwei reihen geschachter Balken, zwischen drei zwei zu eins gestellten schwebenden schwarzen Tatzenkreuzen; im Oberwappen eine dreitürmige Mauerkrone in natürlichen Farben.
2. ↑  Biebelsheim: In geteiltem Schild oben ein goldener Buchstabe B in Rot, unten drei rote sechszackige Sterne in Gold.
3. ↑  Frei-Laubersheim: Von eingebogener erniedrigter silberner Spitze, darin eine blaue fränkische Spangenfibel, gespalten; vorne in Blau und Gold geschacht, hinten in Schwarz ein rotbewehrter und -gekrönter goldener Löwe.
4. ↑  Fürfeld: In geviertem Schild, in 1 eine goldene Laubkrone in Rot, in 2 zwei Reihen blauen Eisenhutfehs in Silber, in 3 ein gespaltener schwarzer Adler in Gold und in 4 drei schrägrechte silberne Schnallen in Rot.
5. ↑  Hackenheim: Im Schildfuß ein geteiltes Wappen. Die obere Hälfte in Blau und Gold geschachtet. In der unteren Hälfte in Grün zwei gekreuzte silberne Hacken. Über diesem Schild vor blauem Himmel die silberne Ganz-Figur des heiligen Michael als Drachentöter.
6. ↑  Hallgarten: In Gold die Mutter Gottes mit dem Zepter in ihrer rechten Hand und dem Kind auf dem linken Arm, wachsend über dem dreigeteilten Schild der Kurpfalz, bei dem das untere rote Feld nicht den Reichsapfel enthält, sondern leer und damasziert ist.
7. ↑  Pfaffen-Schwabenheim: In geteiltem Schild, oben in Silber die Halbfigur eines Augustiner-Mönches in Vorderansicht, beiderseitig begleitet von einem grünen Weinstock, unten in Blau und Gold geschachtet.
8. ↑  Pleitersheim: Durch eine eingebogene rote Spitze, darin ein silbernes sechsspeichiges Rad, geteilt; vorn in Blau und Gold geschachtet, hinten in Blau mit silbernen Kreuzchen bestreut ein steigender, silberner Löwe, silbern gekrönt und silbern bewehrt.
9. ↑  Tiefenthal: In halbgespaltenem und geteiltem Schild oben vorne in drei Reihen dreimal in Gold und Blau geschachtet, in Blau ein steigender siebenmal in Silber und Rot geteilter goldbewehrter Löwe, unten in Silber ein blaues Schwert und ein blauer Steinhammer diagonal gekreuzt.
10. ↑  Volxheim: In geteiltem Schild oben in Schwarz ein schreitender, goldener, rot bewehrter und rot gekrönter, doppelt geschwänzter Löwe, unten in Blau und Silber gerautet.
11. ↑  Bärenbach: In geteiltem Schild oben in Grün ein silberner schrägliegender Wellenbalken und eine silberne Beere, unten blau-gold geschacht.
12. ↑  Becherbach bei Kirn: In zweigeteiltem Schild oben, in Rot eine silberne Hauswand mit 6 Säulen, unten blau-gold geschacht.
13. ↑  Brauweiler: Schild geteilt, oben in Schwarz eine goldene Gewandfibel, unten blau-golden geschacht.
14. ↑  Bruschied: Unter silbernem Schildhaupt, darin ein rotes Balkenkreuz, in Blau zwei gekreuzte silberne Dachdeckerhämmer, begleitet von einer silbernen Dachplatte.
15. ↑  Hahnenbach: Schild gespalten, vorne in Schwarz ein silberner, goldgekrönter, -bewehrter und -gezungter Löwe, hinten in Gold ein blauer Hahnenkopf über einem blauen Wellenbalken.
16. ↑  Heimweiler: Über blau-golden geschachtem Schildfuß in Schwarz eine silberne Wasserfontäne über einem silbernen Sockel.
17. ↑  Heinzenberg: Schild gespalten, vorne in Schwarz ein silberner goldgekrönter, -bewehrter und -gezungter Löwe, hinten in Rot eine silberne mit 4 roten und 4 blauen Steinen belegte Gewandschließe.
18. ↑  Hennweiler: Schild gespalten, vorne in Schwarz ein silberner, goldgekrönter, -bewehrter und -gezungter Löwe, hinten in Silber eine Orchidee Salep-Orchis (Orchis morio) mit grünen Wurzelknollen, grünem Stängel und 6 roten Blüten.
19. ↑  Hochstetten-Dhaun: Schild gespalten, vorne in Grün zwei goldene gekreuzte Hämmer, hinten in Gold ein roter blaubewehrter und -gezungter Löwe.
20. ↑  Horbach: Schild gespalten durch eine eingeschweifte, erniedrigte, blaue Spitze, darin ein silberner Pfahl. Vorn ein blaubewehrter und -gezungter roter Löwe in Gold, hinten fünf silberne (2:1:2) Kugeln in Schwarz.
21. ↑  Kellenbach: In geteiltem Schild oben in Rot ein schreitender, herschauender silberner Leopard, unten in Silber über gewelltem Schildfuß drei grüne Spitzen.
22. ↑  Kirn: In Rot zwei zugewendete blau bewehrte goldene (gelbe) Löwen, die in ihren Vorderpranken zwei schräggekreuzte silberne (weiße) Wolfsangeln halten; im Oberwappen eine dreitürmige gezinnte goldene (gelbe) Mauerkrone, mit geschlossenem Tor.
23. ↑  Königsau: In geteiltem Schild oben in Schwarz ein goldbewehrter und -gezungter und -gekrönter silberner Löwe, unten in Silber ein erhöhter grüner Dreiberg, belegt mit einer goldenen Krone.
24. ↑  Limbach: In geteiltem Schild oben in Gold ein schwarzer Pflug, unten blau-gold geschacht.
25. ↑  Meckenbach: In gespaltenem Schild vorn in Schwarz neben sechs silbernen Sternen ein silbernes Wolfseisen, hinten in Gold ein  blaubewehrter und -gezungter roter Löwe.
26. ↑  Oberhausen bei Kirn: In gespaltenem Schild vorn in Schwarz ein silberner, goldgekrönter, -bewehrter und -gezungter Löwe, hinten in Gold ein roter Sparren, darunter ein roter gelappter Wendelring.
27. ↑  Otzweiler: Über blau-golden geschachtem Schildfuß in Silber ein roter Mühlstein belegt mit einem goldenen Mühleisen.
28. ↑  Schneppenbach: Unter silbernem Schildhaupt belegt mit einem roten Kreuz, in Grün eine goldene Gewandschließe belegt mit 4 roten und 4 blauen Punkten im Wechsel, begleitet von 2 silbernen Rauten.
29. ↑  Schwarzerden: In gespaltenem Schild, vorne blau-golden geschacht, hinten in Rot ein silberner Burgturm.
30. ↑  Simmertal: In goldenem, von blauen Wellenpfahl gespaltenem Schild vorne ein schwarzer, rotbewehrter, nach links schauender Adler, hinten ein roter, blaugezungter und bewehrter Löwe.
31. ↑  Weitersborn: In gespaltenem Schild vorne in Gold ein roter Schrägbalken, hinten in Blau ein silberner Schalenbrunnen mit geteiltem silbernem Wasserstrahl.
32. ↑  Auen: Schild durch silbernen Schrägbalken geteilt, der mit einem Schwarzen A belegt ist. Oben blau-goldenes Schach, unten in Blau eine goldene Abtskrümme.
33. ↑  Bad Sobernheim: Auf Schwarz ein goldener Löwe, Rot bekront und bewehrt, rote Zunge, ein silbernes Rad haltend. Auf Silber ein blaues Wellenband. Die dreitürmige Festungsmauer in grau-braun.
34. ↑  Bärweiler: In Rot-Gold geschachtem Schild eine schwarze Spitze, belegt mit goldenem Löwenkopf.
35. ↑  Daubach: Einen rot-silbernen geschachteten Schild, belegt mit einem grünen Wellenbalken.
36. ↑  Desloch: Gespalten von Schwarz und Gold über einem Dreiberg in vertauschten Farben, darin vorne ein schwarzer, hinten ein goldener fünfstrahliger Stern. Oben zwei einander zugewandte Löwen, einen fünfstrahligen Stern in der Mitte in vertauschten Farben haltend. Vorne der Löwe gold, rotbewehrt und gekrönt, hinten der Löwe rot, blaubewehrt und gekrönt.
37. ↑  Hundsbach: In rotem, durch goldenen Wellenbalken geteilten Schild, oben am goldenen Schaft eine dreiläntzige, silberne Sturmfahne, unten 3 silberne schrägrechtsgestellte Gürtelschnallen.
38. ↑  Ippenschied: In Schwarz über doppelgeschachtem, rotsilbernem Balken ein goldener Pflug, unten ein goldenes hippenartiges Rodemesser.
39. ↑  Kirschroth: In rot-gold geschachtem Schild ein silberner Schrägrechtsbalken, belegt mit einem schreitenden roten Fuchs, der eine Weinrebe mit Blatt im Fang hält.
40. ↑  Langenthal: Im Schild in Rot ein silberner Wellenschrägbalken, begleitet vorne von einem silbernen sechsspeichigen Rad, hinten von einer silbernen Kapelle.
41. ↑  Lauschied: Schild geteilt und unten gespalten. Oben in Silber ein wachsender, schwarzer rotbewehrter Adler, unten vorn in Blau ein durchgehendes goldenes Kreuz, hinten blau-gold geschacht.
42. ↑  Löllbach: Durch Wellenschnitt schräglinks geteilt, oben in Gold ein wachsender Roter Löwe, unten in Rot ein weißes Gemerke in Form eines Schaftes mit Hinterer Oberkopfstrebe, alle mit kreisförmigen Enden.
43. ↑  Martinstein: Von silbernem Schildhaupt, darin ein blaues Schwert, durch Zinnenschnitt mit vier Zinnen geteilt, unten in Rot ein blauer Reichsapfel, gold gerandet mit goldenem Tatzenkreuz.
44. ↑  Meddersheim: In Blau auf silbernem Roß der golden nimbierte, rot gekleidete St. Martn, der mit silbernem Schwert den roten Mantel dem auf der Erde sitzenden Bettler zuteilt; im linken Obereck ein goldenes Schildchen, darin ein roter, blau gekrönter Löwenkopf.
45. ↑  Merxheim: Über goldenem Schildfuß, darin ein roter Balken über drei roten Schindeln, von Rot und Silber gespalten. Vorne ein silberner Schrägbalken belegt mit drei roten Rosen, hinten ein roter Burgturm mit Krüppelwalmdach.
46. ↑  Monzingen: In von Schwarz und Rot geteiltem Schild oben ein schreitender rotbezungter doppelschwänziger goldener Löwe, unten ein silbernes sechsspeichiges Rad.
47. ↑  Nußbaum: In Gold ein schwarzer Schrägbalken, beseitet von je einer schwarzen Leiste, belegt mit einem grünen Schildchen, darin eine goldene Haselnuss.
48. ↑  Odernheim am Glan: In Silber auf grünem Dreiberg rechts ein goldenes Hochkreuz, auf das ein links danebenstehender blauer, goldbewehrter und rotbezungter Löwe die Pranke legt.
49. ↑  Rehbach: In Rot ein blauer Wellenbalken, belegt mit einem silbernen, goldgehörnten Rehbock.
50. ↑  Seesbach: Unter gold-blau geschachtem Schildhaupt durch eingeschweifte silberne Spitze, darin eine blaue Kapelle, gespalten, vorn in Rot ein silbernes, sechsspeichiges Rad, hinten in Schwarz ein goldener, rotbewehrter und -gekrönter Löwe.
51. ↑  Staudernheim: Von Schwarz über Gold geteilt, oben ein wachsender silberner herschauender Löwe, unten ein rotes Widerkreuz.
52. ↑  Weiler bei Monzingen: Von Gold über Schwarz geteilt, oben ein roter Schrägrechtsbalken, unten eine goldene Schnalle.
53. ↑  Winterburg: In Silber eine rote Burg mit Torturm und doppeltem gezinnten Mauerkranz.
54. ↑  Spabrücken: In Blau ein schwarzer Turnierkragen begleitet von drei goldenen Lilien.
55. ↑  Verbandsgemeinde Langenlonsheim: Schild durch blaugold geschachten Balken geteilt, oben in Schwarz ein wachsender, herschauender, rotgezungter und -bewehrter silberner Löwe, unten in Rot eine goldene Kelter, Schildbord in blaugold (achtfach) geständert.
56. ↑  Bad Münster am Stein-Ebernburg: In Schwarz mit eingeschweifter silberner Spitze, darin ein wachsender konischer roter Rundturm mit vorkragendem vierzinnigem Kranz und zwei schwarzen Scharten, vorne fünf silberne Kugeln 2:1:2 gestellt, hinten ein steigender goldbekronter und rotbezungter silberner Löwe.
57. ↑  Eckweiler: Einen gespaltenen Schild, vorn rot-silbern geschacht, hinten in Rot ein goldener Eichbaum.
58. ↑  Pferdsfeld: In Schwarz über einem rot-silbern geschachtem Schildfuß ein silbernes Pferd.